# 2018년 동계 올림픽 성화 봉송 대한민국 구간
본 문서는 2018년 동계 올림픽 성화 봉송의 대한민국 구간의 경로에 대해 설명한다.
2018년 동계 올림픽 성화 봉송은 2017년 10월 그리스 아테네에서 채화되어 그리스내 성화봉송을 진행한 뒤, 2017년 11월 1일 인천광역시 송도에 처음으로 도착하였다. 다음날인 11월 2일부터는 제주특별자치도로 가서 이틀 동안 국내 첫 성화봉송을 진행하였다. 11월 4일부터는 부산광역시에 도착해 육지 성화봉송을 시작하며, 울산광역시와 경상남도를 거쳐 11월 18일부터는 전라남도, 광주광역시, 전라북도를 순회한다. 12월 5일에는 충청남도 남부에 진입해 대전광역시, 세종특별자치시를 잠시 방문했다가 다시 충청남도 북부를 돌며, 12월 18일 충청북도를 건너 12월 24일에는 경상북도에 입성한다.
이후 대구광역시를 방문하는 성화는 2018년 1월 1일부터 다시 경상북도 일대를 돌고, 1월 5일에는 경기도 남부에 들어서며 인천광역시 (1월 10일)를 거쳐 서울특별시 (1월 13일)에 도착한다. 이후 경기도 북부와 강원도를 순회하며, 1월 19일부터 1월 26일까지는 국토 최북단 지역을 방문하였다. 최종적으로 2월 4일에는 평창군 평창 올림픽 스타디움에 도착하게 된다.

## 상세
11월 1일
01. 인천광역시
11월 2-3일
02. 제주시
03. 서귀포시
11월 4-6일
04. 부산광역시 북구
05. 부산광역시 부산진구
06. 부산광역시 해운대구
11월 8-10일
07. 울산광역시 남구
08. 울산광역시 중구
09. 울산광역시 남구
11월 11-17일
010. 김해시
011. 거제시
012. 통영시
013. 창원시
014. 창녕군
015. 사천시, 진주시
11월 18-23일
016. 광양시
017. 여수시
018. 순천시
019. 목포시
020. 화순군
021. 곡성군
11월 24-26일
022. 광주광역시 동구
023. 광주광역시 서구
024. 광주광역시 북구
11월 28일-12월 3일
025. 남원시
026. 임실군
027. 무주군
028. 전주시
029. 익산시
030. 군산시
12월 5일-12월 8일
031. 부여군
032. 홍성군
033. 서산시
034. 공주시
12월 9-11일
035. 대전광역시 중구
036. 대전광역시 서구
037. 대전광역시 유성구
12월 13-14일
038. 세종특별자치시
12월 16-23일
039. 아산시
040. 천안시
041. 오송읍
042. 청주시
043. 진천군
044. 충주시
045. 단양군
12월 24일-1월 2일
046. 영주시
047. 봉화시
048. 안동시
049. 구미시
050. 대구광역시 달서구
051. 대구광역시 수성구
052. 대구광역시 중구
053. 포항시
054. 경주시
1월 5일-1월 9일
055. 수원시
056. 용인시
057. 광주시
058. 성남시
1월 10일-1월 12일
059. 인천광역시 남구
060. 인천광역시 남동구
061. 인천광역시 강화군
1월 13일-1월 16일
062. 서울특별시 종로구
063. 서울특별시 송파구
064. 서울특별시 용산구
065. 서울특별시 영등포구
1월 17일-1월 20일
066. 고양시
067. 파주시
068. 연천군
1월 21일-1월 23일
066. 철원군
067. 화천군
068. 양구군
1월 25일-1월 31일
069. 인제군
070. 고성군
071. 속초시
072. 양양군
073. 춘천시
074. 홍천군
075. 횡성군
2월 2일-2월 8일
076. 원주시
077. 영월군
078. 태백시
079. 삼척시
080. 동해시
081. 정선군
082. 강릉시
083. 평창군
084. 평창 올림픽 스타디움

### 11월 4-6일:부산광역시
부산광역시에 도착한 성화는 11월 4일 구포역을 출발해 덕포역, 하단, 대신동, 영도대교, 북항을 달린다. 이날 오후 6시 20분부터 10분간 영도대교 도개 행사를 치른 뒤 크로스컨트리 선수 김마그너스가 성화 주자로 나서 영도대교를 건넌다.
다음 날인 11월 5일에는 자갈치시장을 시작으로 서면역, 범어사역, 사직실내체육관, 송상현광장을 방문한다. 마지막 날인 11월 6일에는 수영역, 용호만선착장, 해운대 요트 경기장, 기장IC, 장산역, 영화의전당, 해운대 해수욕장을 돌아 부산지역 봉송을 마친다. 마지막날 이뤄지는 요트 봉송은 그날 정오 용호만 유람선터미널에서 해운대 요트경기장까지 10km 구간을 요트 20여 대가 성화 주자를 태우고 항해하는 방식으로 진행된다.